# The Network
A The Network egy hattagú new wave zenekar. Az első albumukat, a Money Money 2020-at 2003. szeptember 30-án adta ki egy független kiadó, az Adeline Records. A lemezt 2004-ben adták ki újra két bónuszszámmal.

## Tagok
Úgy tűnik, hogy a Network tagjai közt van Billie Joe Armstrong, Mike Dirnt és Tré Cool, akik Green Day tagjai. A The Newtwork tagjainak művésznevei: Fink, Van Gough, The Snoo, Captain Underpants, Z. és Balducci.
Armstrong tagadja, hogy egy Green Day tag is játszana a The Networkben. Ugyan a zene stílusa különböző (a The Network new wave még a Green Day punk) de Armstrong hangját félreérthetetlenül fel lehet ismerni több Money Money 2020-on található számban. Egy rögzített bejelentésben a Green Day weblapon Billie Joe azt mondta: "A pletykákról és a hülyeségekről akarok beszélni amik az utóbbi időben terjengenek. Annyit akarok mondani, hogy a Network megbaszhatja. Ezek a srácok pletykákat terjesztenek. Szívességet teszek nekik azzal, hogy ide hozom őket ebbe az országba kiadom az albumukat és így kapom vissza, hogy hülyeségeket beszélnek a zenekaromról. Sajnos van egy szerződés miszerint ki kell adnom az albumukat. Az egyetlen dolog amit mondani tudok: Baszd meg Network! Hajrá!"
A Warner/Capell Music bebizonyította, hogy a Green Day tagjai részt vesznek a The Network-ben mivel említették őket az írói jóváírásnál.
Továbbá a zenekar weblapját () a Green Day, Inc. regisztrálta 2003. május 16-án. A Green Day szintén használta a domaint amikor 2007-ben átdolgozták A Simpson család főcímdalát A Simpson család – A film részére és ennek helyet akartak biztosítani.

### Hangszerek
- Fink – Ének/Gitár
- Van Gough – Vokál/Basszusgitár
- The Snoo – Dob
- Z – Szintetizátor
- Captain Underpants – Keytar
- Balducci – Gitár

## Személyazonosságok
Még mindig ismeretlen a The Network-kel kapcsolatban, hogy melyik művésznév melyik zenészt takarja. A következő információk lehet, hogy igen lehet, hogy nem kötik jól össze a Green Day tagjait a művésznevekkel.
- Fink – A Green Day frontember Billie Joe Armstrong írt dalokat a Pinhead Gunpowder-nek "Wilhelm Fink" néven. Fink a The Network-ből és Armstrong ugyanolyan csillagjegy alatt születtek, mindketten Vízöntők. A hivatalos Network Web azt állítja, hogy Fink finanszírozta a zenekart, amit igazából Armstrong tett. Egy másik egybeesés, hogy a "Spike" című számban a Branden nevű karakter egy oaklandi raktárépületbe költözik. Jól ismert tény, hogy Billie Joe egy raktárépületben lakott Oakland-ben több más punk rock zenekar tagokkal. További nyom, hogy Fink igazából Armstrong, hogy a Short Music For Short People című albumon a Green Day egy "The Ballad of Wilhelm Fink" című számot játszik.
- Van Gough – A The Network basszusgitárosa vegetáriánus. Régebben széles körben elterjedt volt, hogy Mike Dirnt vegetáriánus, majd ez valótlannak bizonyult.
- The Snoo – A képek alapján nyilvánvalóan Tré Cool. A vezeték illetve a keresztnevük ugyanannyi betűből áll. A 'Homecoming című Green Day számban Mike Dirnt a 'Spike TV' nevű csatornáról énekel amin egyszer ment egy profi birkózó műsor amit 'The Network'-nek hívtak. The Snoo azt állítja, hogy régebben mexikói birkózó volt. Egy The Network számnak is Spike a címe, ami egy punk rockerről szól, aki hajléktalan lesz mivel elhagyta a barátnője. Billie Joe (Green Day frontember) azt állítja, hogy a kedvenc vicce azok közül amiket ő talált ki az, hogy: 'Hogy hívják azt a dobost akinek nincs barátnője? Hajléktalan!'

Sok spekuláció van azzal kapcsolatban, hogy kik a zenekar további tagjai. Két tag lehet Reto Peter (valószínűleg Captain Underpants) egy svájci producer és Chris Dugan (valószínűleg Z) egy hangmérnök. Ezt alátámasztja egy nyilvánvalóan hamis sajtótájékoztató a Disease is Punishment DVD végén ahol egy tagja a zenekarnak svájci németet beszél. Reto Peter társproducere a Money Money 2020-nak és van rajta egy 'Reto' című szám is. Chris Dugan a Money Money 2020 hangmérnöke és ő keverte a Disease is Punishment-et. Ezen kívül dolgozott még a Green Day egyik B oldalas számán a "Governator"-on. Abból amennyit látni lehet az arcából Balducci úgy néz ki mint Jason White a Green Day turnézó másod gitárosa. Balducci is ezt a pozíciót tölti be, és a színpadon is ugyanabban a helyzetben láthatjuk gitározni mint White-ot. Egy időben azt híresztelték, hogy legalább egy tagja a Devo-nak játszik a The Network-ben is.
A The Network menedzsere Dr. Svengali rendezte a Disease is Punishment-et és igazából Joe Roecker-nek hívják. Dr. Svengali és a zenekar azt állítja, hogy a Bujaság egyházának tagjai és, hogy a totális részegségben hisznek.

## Diszkográfia

### Albumok
- Money Money 2020 (2004. szeptember 30.)

### DVD
- Disease is Punishment (2004. november 9.)

## Album újra kiadás
A Money Money 2020-t újra kiadta a Reprise Records 2004. november 9-én, két hozzáadott számmal, az egyik "Hammer of the Gods" a másik pedig egy Misfits átdolgozás a "Teenagers from Mars" ami hallható a Tony Hawk's American Wasteland-ben, a Roshamco pedig NHL 2005-ben. Az eredeti Money Money 2020  kiadás egy DVD-vel együtt jelent meg amelyeken klipek voltak az AntiDivision-ös Roy Miles rendezésében.